# Upsweep
Upsweep – dźwięk niezidentyfikowanego pochodzenia wykryty przez amerykańską agencję NOAA dzięki Sound Surveillance System (SOSUS).
Dźwięk ten był obecny, gdy Pacific Marine Environmental Laboratory rozpoczął stosowanie systemu SOSUS w sierpniu 1991. Składa się z długiego ciągu wąskopasmowych, narastających dźwięków trwających kilka sekund w przeciągu całego zjawiska. Poziom źródła jest wystarczająco wysoki, aby był rejestrowany na całym Pacyfiku.
Pojawia się sezonowo, częściej na wiosnę i jesień, ale nie wiadomo czy jest to zależne od zmian źródła, czy sezonowych zmian środowiska propagacji. Źródło może być w przybliżeniu lokalizowane 54°S 140°W/-54,000000 -140,000000, w pobliżu miejsca wulkanicznej aktywności sejsmicznej, mimo to pochodzenie dźwięku jest w dalszym ciągu nieznane. Ogólny poziom źródła spada od 1991 roku, ale w dalszym ciągu dźwięki są rejestrowane przez NOAA.
Innymi niezidentyfikowanymi dźwiękami nazwanymi przez NOAA są Bloop, Slow Down oraz Train.